# كاساندرا كيلي
كاساندرا كيلي (بالإنجليزية: Cassandra Kelly) هي منافسة ألعاب القوى نيوزيلندية، ولدت في 29 يونيو 1963.

## وصلات خارجية
- كاساندرا كيلي على موقع الاتحاد الدولي لألعاب القوى (الإنجليزية)